# 곡예비행

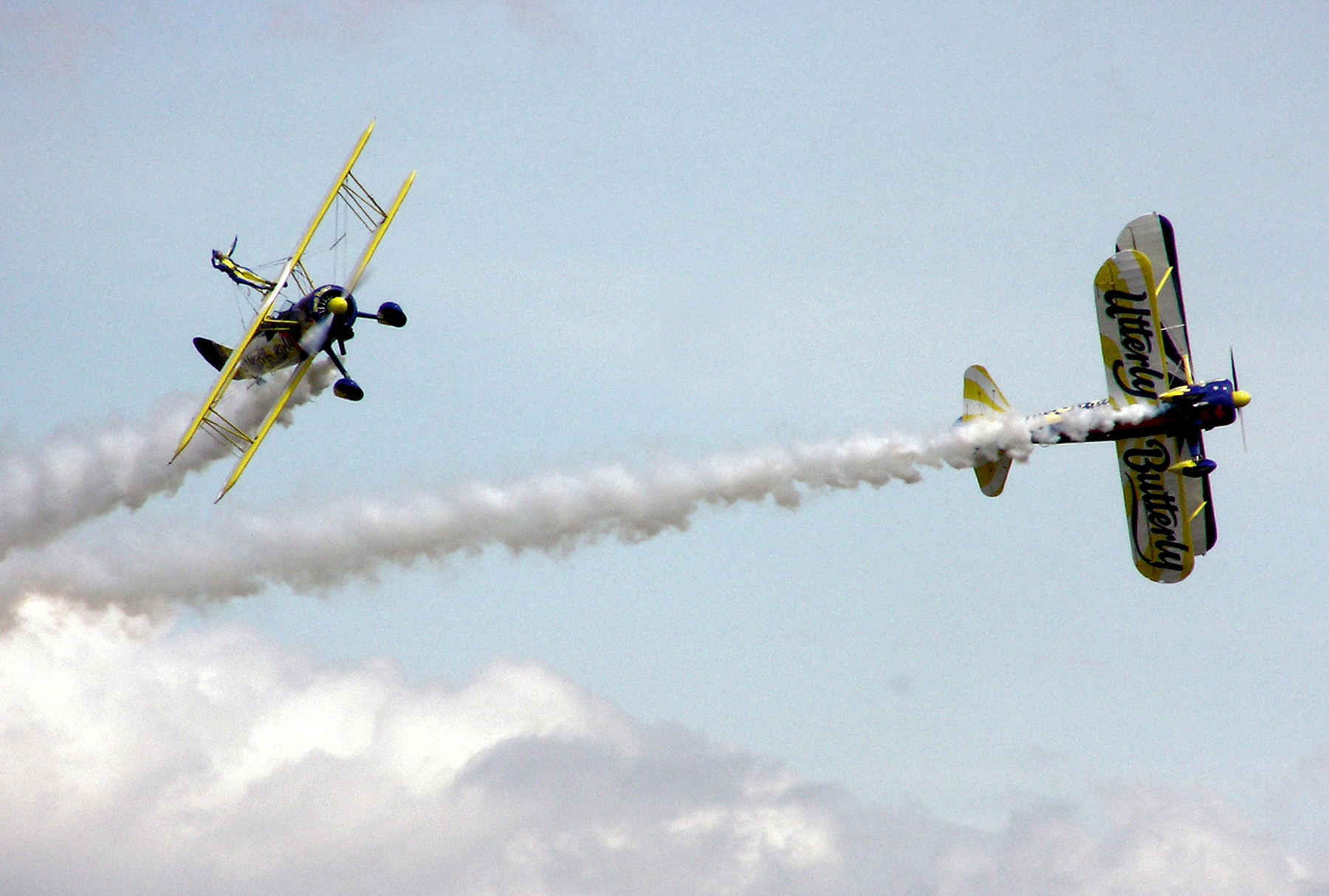
Utterly Butterly(영국의 곡기 비행대)

곡예 비행대(曲藝飛行隊)는 항공기를 이용해 곡예 비행(예술적인 기동등)을 실시해, 지상의 관중에게 어필을 실시하는 항공대.곡예·팀이나 에어로 납결 염색·팀 모두 불린다.
주된 활약의 무대는 항공 쇼로의 어트랙션이다.

## 개요

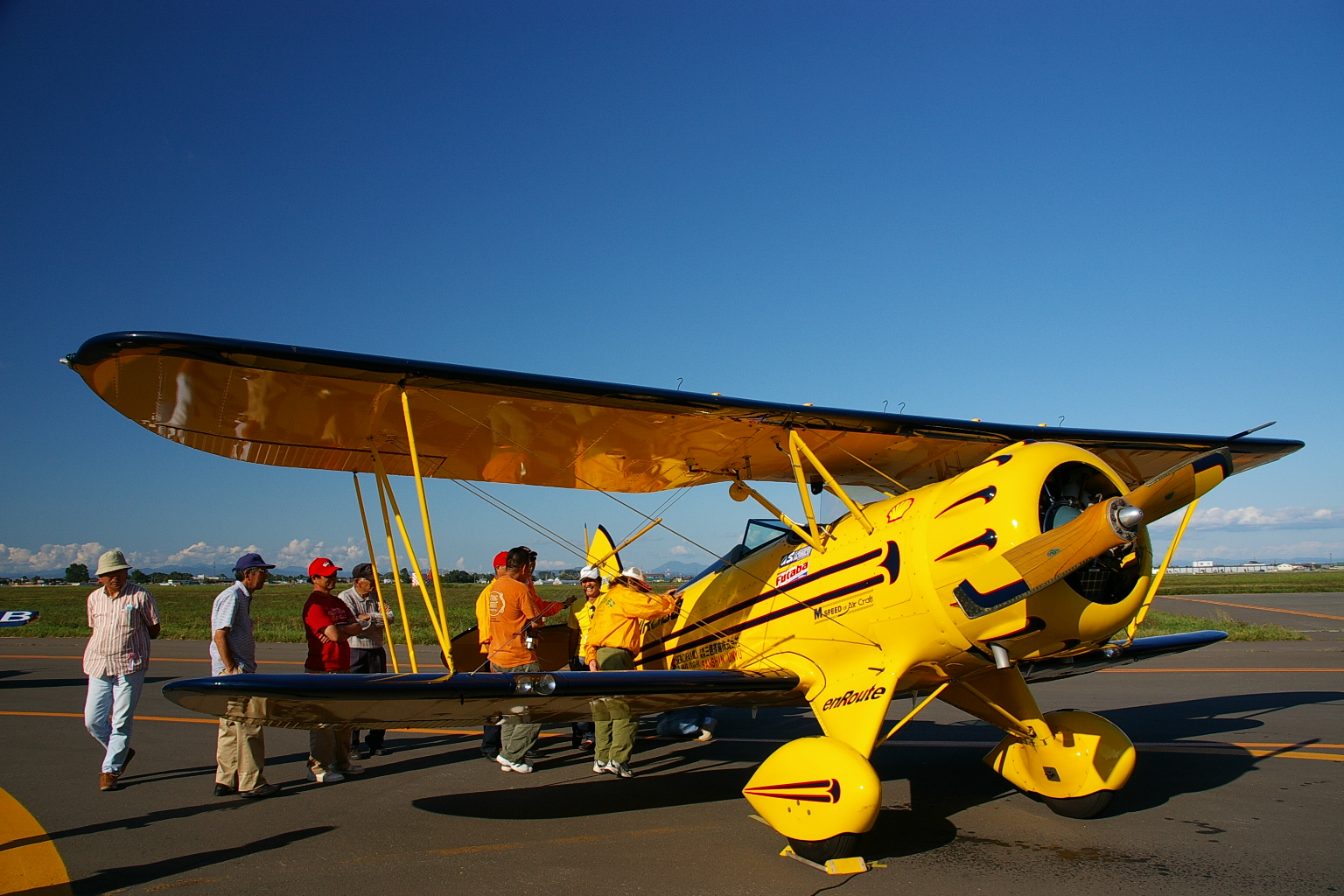
민간인의 곡기 비행으로 사용하는 WACO YMF F5C

항공사의 초기에 있어서는, 항공기는 단순한 비행을 실시할 수 있는 능력밖에 없었다.항공기가 발달하는 것에 따라, 그 비행 능력은 향상해, 여러 가지 기동을 실시할 수 있게 되었다.예를 들면, 급상승이나 급강하, 저공을 고속으로 항과 하는 것 등이다.여러 가지 기동을 실시할 수 있게 되고, 일부의 파일럿은 그 기동·곡기 비행을 지상의 관중에게 보이게 하게 되었다.기동성의 높은전투기가 고안 된제1차 세계 대전이후냄새나서는, 각국에서 곡기 비행을 하게 되어 있었다.
현대의 곡기 비행대는, 각국공군·육군에 있어서의 홍보 부대의 것이 많다.연습기나 전투기, 헬리콥터(일부의 육군 부대)를 이용해 곡기 비행을 실시하고 있다.군의 부대의 곡기 비행에서는, 예술적인 기동외, 다수기의 구성인 것을 살린 편대 기동을 실시하고 있다.기체 자체도 홍보 목적이기 위해, 미채 도장등에서는 없고, 국기등에 유래한 화려한 도장을 하고 있다.그 밖에 군의 곡예 비행대의 목적으로 해서는, 외국에 대해 자국파일럿의 련도를 시위 하는 목적도 부수 한다고 하는 생각도 있어, 대체로 군의 곡예 비행대에 있어서는, 특별히 뛰어난 기술을 가지는 파일럿이 배속되는 것이 상투이다.
군 이외에도 흥업 업자등의 곡기 비행대가 있어, 스포츠기를 이용한 비행 전시를 실시하고 있다.

## 곡기 비행
아메리칸 스타일과 구별되는 쇼 업 된 곡기 비행에 대해서는, 파일럿이 항공기에 탑승하기 전부터 관중에게 어필(워크 다운, 워크가방)을 실시하고 있다.일본의 블루 임펄스나 미국의 선더버드, 브르엔제르스에 대해서는, 파일럿의 탑승 씬에서도 연기가 실시되어 이륙시에 있어도, 편대 이륙이나 이륙 후 급상승등이 행해진다.이것에 대해, 이탈리아의 후렛체·트리코로리, 영국의 렛드아로즈라고 있던 유럽계 팀은 지상에서의 연기를 실시하지 않고, 전시 비행만을 실시하고 있다.
비행 전시중은, 편대나 단독기로의 급상승이나 급강하를 시작으로 하는 여러 가지 기동을 실시한다.또 스모크를 이용하고 항적을 나타내, 그림이나 문자를 그리는 과목도 있다.

## 곡예 비행팀의 일람

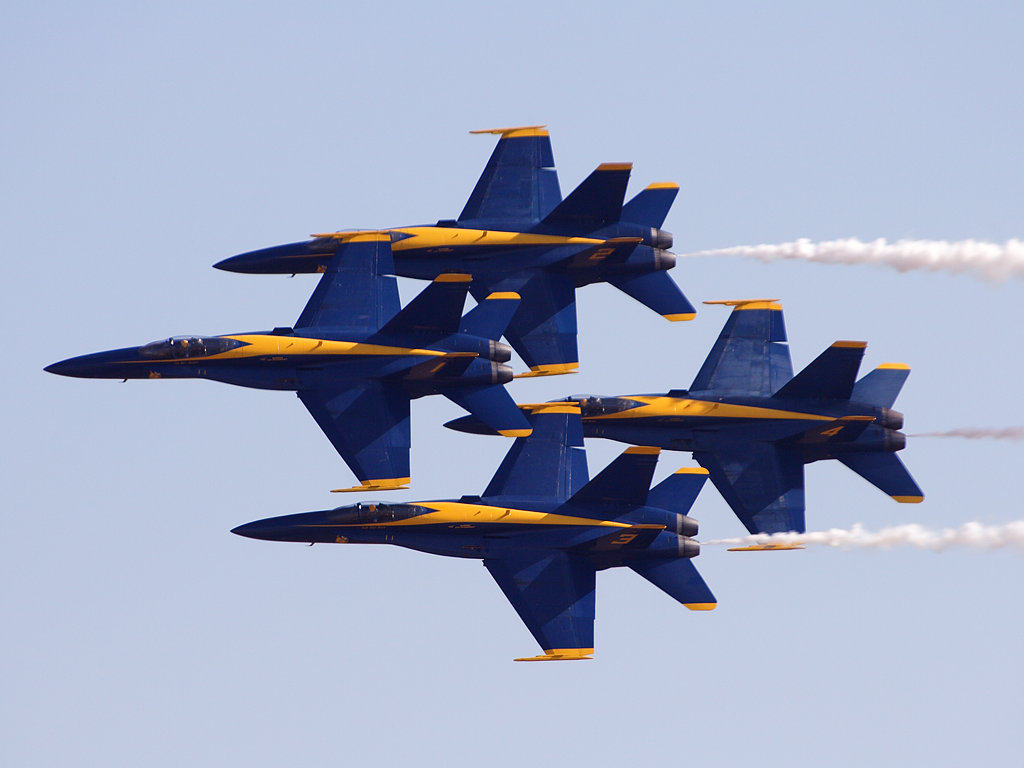
블루엔젤스

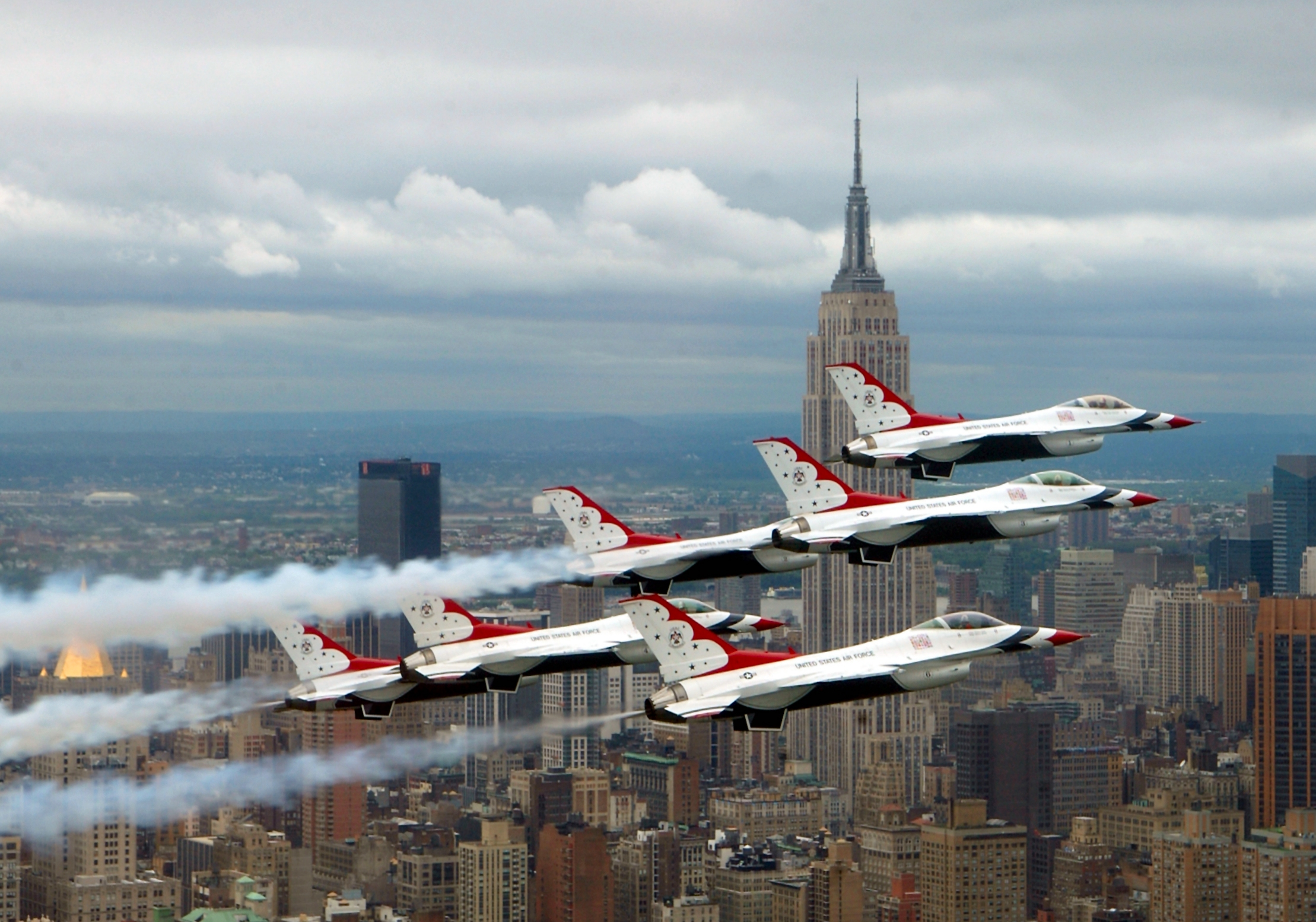
선더버드

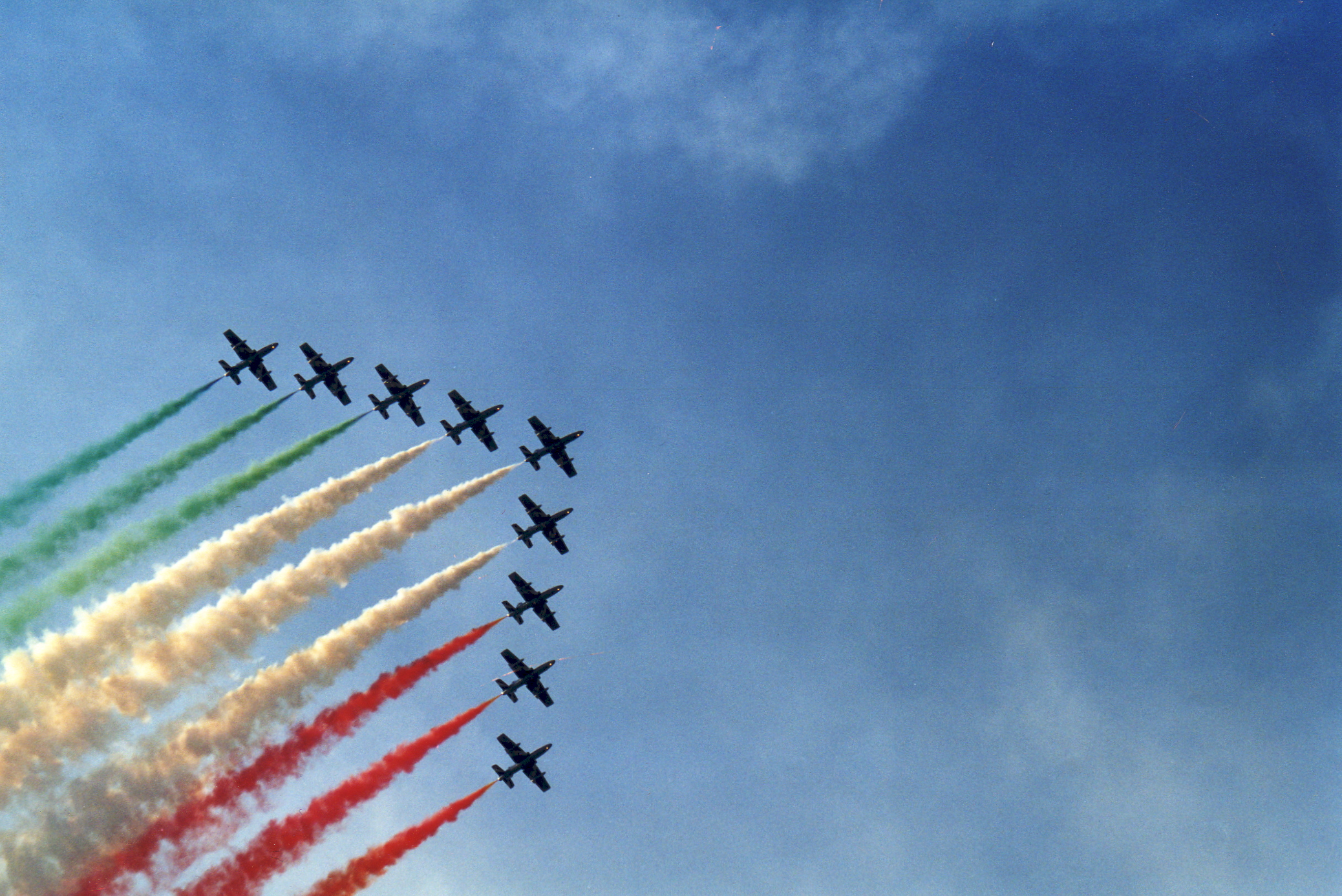
프레체·트리콜로리

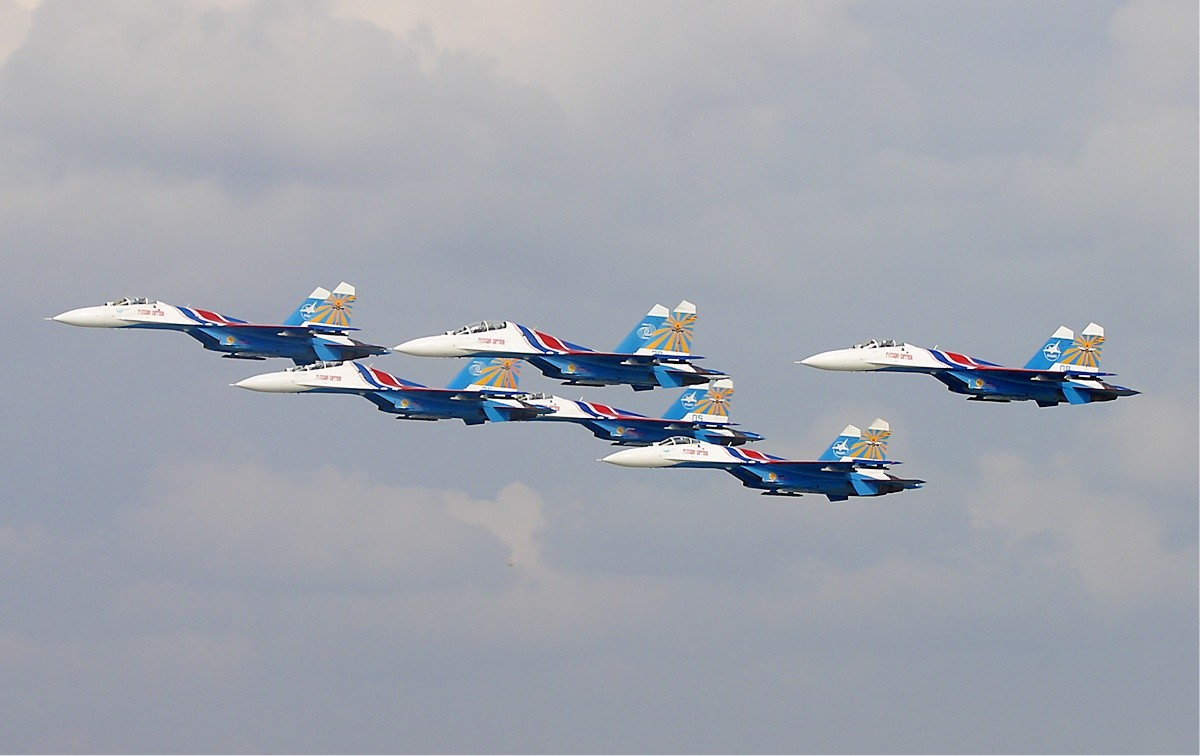
르스키에·비체즈

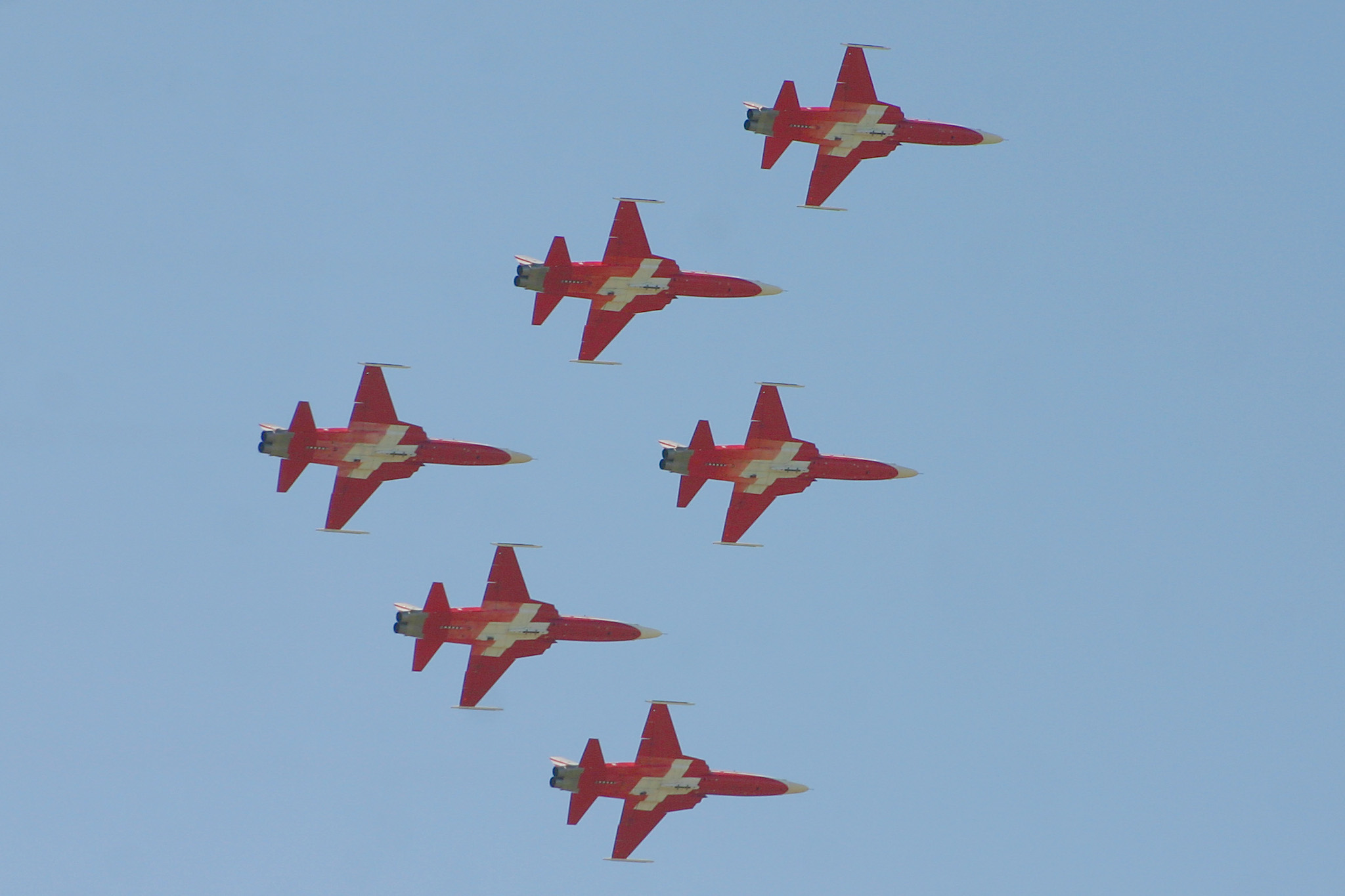
파트르이유·스위스

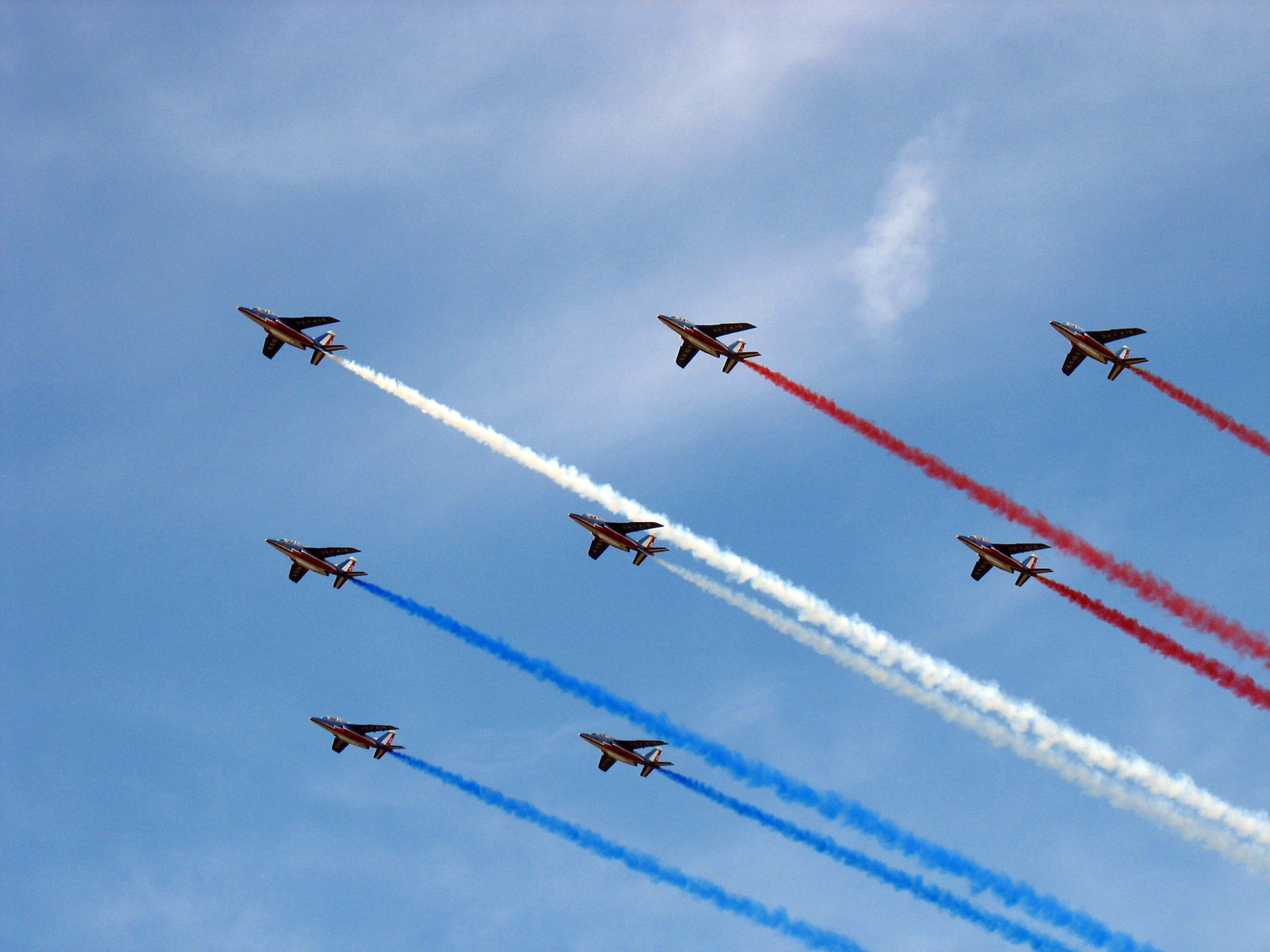
파트르이유·드·프랑스

### 일본
항공 자위대
- 블루 임펄스

육상 자위대
- 스카이호-넷-항공제등으로 임시에 편성
- 아케노 레인보우-항공제등으로 임시에 편성
- 허밍 버드-항공제등으로 임시에 편성

해상 자위대
- 브랑 엘

사업자
- 에아록크·에어로 납결 염색 팀
- 팀·딥 블루스

### 아메리카 합중국
미국 해군
- 블루엔젤스

미국 공군
- 미국 공군 선더버즈

### 우크라이나
우크라이나 공군
- 우크라이스키·소코르

### 이탈리아
이탈리아 공군
- 프레체 트리콜로리

### 스페인
스페인 공군
- 파트르라·아기라

### 러시아 연방
러시아 공군
- 르스키에·비체즈
- 스트리지
- 네베이스누에·그서르
- 르스
- 소코르·롯스이
- 베이르크트

### 스위스
스위스 공군
- 파트르이유·스위스

### 영국
영국 공군
- 레드에로우

### 프랑스
프랑스 공군
- 파트르이유·드·프랑스

### 브라질
브라질 공군
- 에스카드리라·다·후마사

### 칠레
칠레 공군
- 아르코네스

### 캐나다
캐나다 국방군
- 스노우 버즈

### 터키
터키 공군
- 타킷슈·스타즈

### 폴란드
폴란드 공군
- 팀 의자 곳간

### 핀란드
핀란드 공군
- 미드나이트·호크스

### 스웨덴
스웨덴 공군
- 팀 60

### 대한민국
한국 공군
- 블랙이글스 Black Eagles

https://web.archive.org/web/20170625193333/http://blackeagles.kr/

### 중화인민공화국
중국 인민 해방군 공군
- 8일표연비행대(오가스트·원)

### 대만
대만 공군
- 뢰호특기소조(선더 타이거스)

### 인도
인도 공군
- 스르야·키란

### 요르단
- 로열·요르다니안·파르콘즈

### 모로코
- 마르쉐 벨트

### 남아프리카공화국
- 시르바파르콘즈